# Joachim Walter (Politiker)

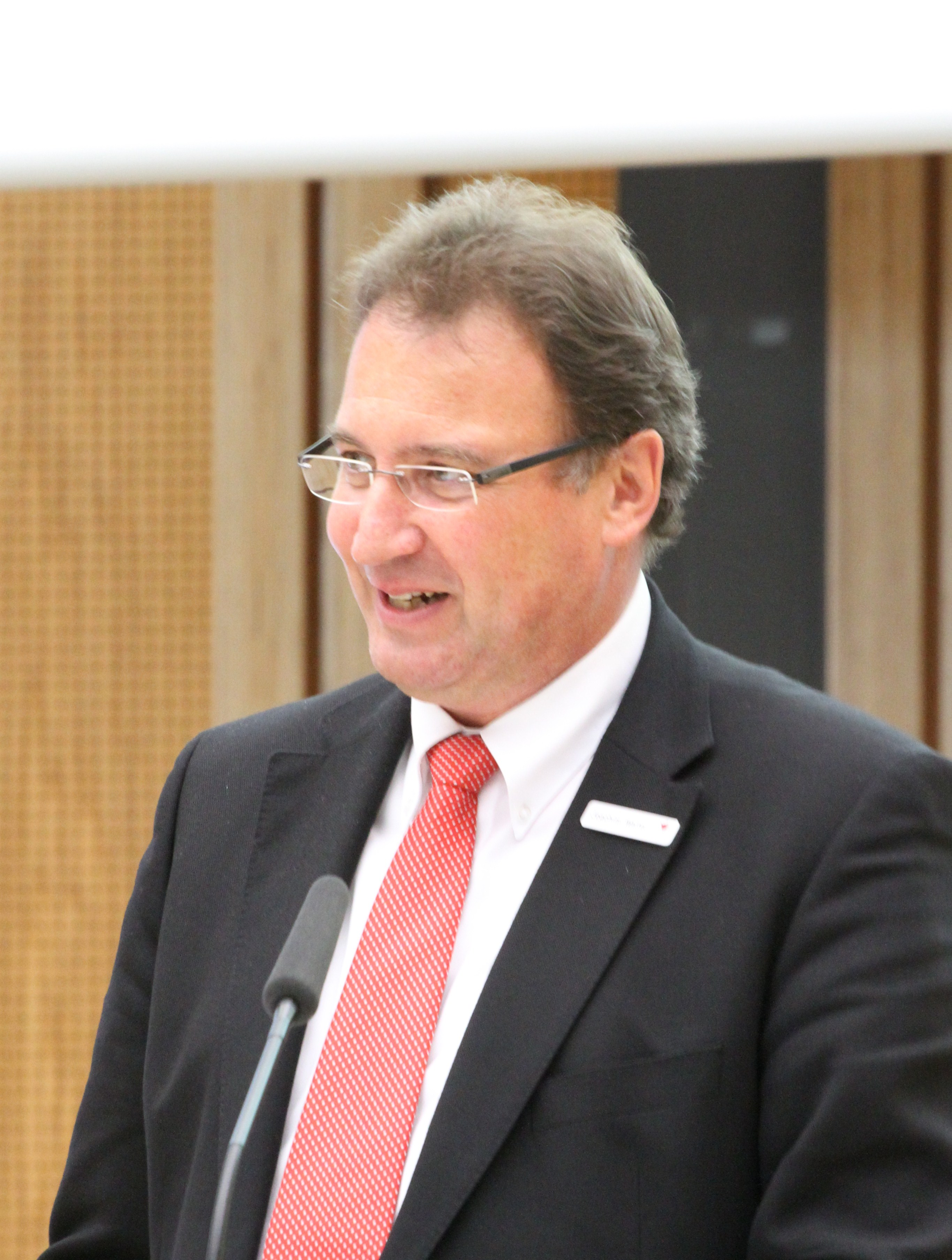
Joachim Walter (Oktober 2012)

Joachim Walter (* 29. September 1960 in Rottweil) ist ein deutscher Politiker (CDU) und seit 2003 Landrat des Landkreises Tübingen. Seit dem 23. Juli 2013 ist er zudem Präsident des Landkreistags Baden-Württemberg.

## Ausbildung und Beruf
Nach einem Studium der Rechtswissenschaften von 1981 bis 1987 an der Albert-Ludwigs-Universität Freiburg wurde Walter 1991 Rechtsanwalt. In den Jahren 1991 bis 1994 war er Amtsleiter im Bau- und Umweltamt und zeitweise auch des Rechts- und Ordnungsamt im Landratsamt Zollernalbkreis. 1994 wurde er Referent für Bau-, Ausländer- und Immissionsschutzrecht im Regierungspräsidium Freiburg und 1996 Erster Landesbeamter und Dezernent für Berufsschulwesen, Abfallwirtschaft, Bau und Umwelt, Recht und Ordnung, Wasserwirtschaft und Veterinärwesen wieder im Zollernalbkreis.

## Politische Karriere
Im Juni 2003 wurde er vom Kreistag im zweiten Wahlgang mit 33 von 59 Stimmen zum Landrat des Landkreises Tübingen gewählt und konnte sich dabei gegen den Ersten Landesbeamten des Landkreises Tübingen Hans-Erich Messner durchsetzen. Am 1. Juni 2011 wurde Walter ohne Gegenkandidat im ersten Wahlgang vom Kreistag mit 46 von 54 Stimmen in diesem Amt bestätigt. Am 25. Juli 2019 wurde er vom Kreistag mit 54 von 62 Stimmen für eine dritte Amtszeit gewählt. Zum 1. Oktober 2025 tritt er in den Ruhestand ein.
Walter ist seit dem 23. Juli 2013 Präsident des Landkreistag Baden-Württemberg und Vorsitzender des Sozialausschusses. Im Deutschen Landkreistag ist er Mitglied des Präsidiums und stellvertretender Vorsitzender des Sozialausschusses.

## Weitere Ämter
In seiner Funktion als Landrat ist Walter Vorsitzender des Verwaltungsrats des Kreissparkasse Tübingen und Aufsichtsratsvorsitzender der Kreisbaugesellschaft Tübingen mbH.